# Jarosław Pieróg
Jarosław Pieróg – polski lekarz chirurg, profesor nauk medycznych, profesor na Wydziale Medycyny i Stomatologii Pomorskiego Uniwersytetu Medycznego w Szczecinie.

## Kariera naukowa
W 1996 r. ukończył studia na kierunku medycyna na Pomorskim Uniwersytecie Medycznym. 17 listopada 2009 r. otrzymał na macierzystej uczelni stopień doktora nauk medycznych na podstawie pracy Ocena stężenia i dystrybucji wankomycyny w alogenicznym przeszczepieniu płuca u szczura, której promotorem był Tomasz Grodzki. W dniu 18 listopada 2014 r. uzyskał habilitację na podstawie dorobku naukowego oraz pracy Zastosowanie szczurzego modelu eksperymentalnego do badania transferu genowego za pomocą plazmidów w mechanizmie oddziaływania bezpośredniego na tkankę płuca do analizy farmakokinetyki wankomycyny. 29 lutego 2024 otrzymał tytuł profesora nauk medycznych.
Pracuje na stanowisku profesora w Klinice Chirurgii Klatki Piersiowej i Transplantacji, stanowiącej część Wydziału Medycyny i Stomatologii PUM, a jednocześnie Wojewódzkiego Szpitala Zespolonego w Szczecinie. Jest członkiem Europejskiego Stowarzyszenia Torakochirurgów (ESTS) i zajmuje w strukturach tej organizacji stanowisko jej polskiego regenta.